# Чакширан, Милан
Милан Чакширан (серб. Милан Чакширан; 12 апреля 1908, Кордунски-Лесковац — 17 июня 1943, Цетинград) — югославский партизан времён Народно-освободительной войны, Народный герой Югославии.

## Биография
Родился 12 апреля 1908 в Кордунски-Лесковаце. До войны был крестьянином. На фронте с 1941 года, с сентября член партизанского отряда. Нёс службу во 2-й ударной бригаде 8-й кордунской дивизии. Убит 17 июня 1943 во время штурма Цетинграда. 20 декабря 1951 посмертно награждён Орденом и званием Народного героя Югославии.